# بوليرو (معزوفة موسيقية)
بوليرو (بالفرنسية: Boléro)‏ عبارة عن معزوفة أوركسترا موسيقية للمؤلف الموسيقي الفرنسي موريس ريفل.
كان القصد من تأليفها جعلها موسيقى باليه للمؤدية إدا روبنشتاين وذلك عام 1928.
تعد هذه المعزوفة من أهم مؤلفات ريفل، ومن أكثر معزوفات الأوركسترا أداءً.